# جعفر الشبيبي
جعفر الشبيبي هو سياسي عراقي كان ضمن المؤسسين لحزب الأمة عام 1924.